# AEG C.VII
L'AEG C.VII fu un aereo da ricognizione monomotore, biplano biposto, sviluppato dall'azienda tedesco imperiale Allgemeine Elektrizitäts-Gesellschaft (AEG) negli anni dieci del XX secolo e rimasto allo stadio di prototipo.
Realizzato per equipaggiare i reparti della Luftstreitkräfte, la componente aerea del Deutsches Heer (l'esercito imperiale tedesco), impegnati nella prima guerra mondiale, durante le iniziali prove di volo non riuscì ad esprimere prestazioni tali da superare i modelli già in uso ed il suo sviluppo venne abbandonato.

## Storia del progetto
L'AEG C.VII venne sviluppato nell'ambito di un programma di continuo miglioramento delle prestazioni dei modelli originari C Typ, aerei biposto destinati alla ricognizione ed equipaggiati con una mitragliatrice ubicata nell'abitacolo posteriore.
A tal fine, l'ufficio tecnico dell'azienda decise di intervenire sull'aerodinamica generale del modello principalmente modificando la velatura originale passando da una soluzione a doppia coppia di montanti interalari ad una a singola coppia, soluzione che permetteva così di diminuire la superficie frontale totale del modello.
Venne avviata la costruzione di due prototipi i quali si differenziavano tra loro per il piano alare superiore: il primo aveva le ali con pianta dritta mentre il secondo presentava ala a freccia caratterizzata da angolo insolitamente accentuato. Su quest'ultimo esemplare era inoltre stata applicata una protezione ogivale di grandi dimensioni sul mozzo dell'elica, che si raccordava con la parte anteriore del velivolo.
Le prestazioni del velivolo durante le prove in volo non riuscirono però a superare significativamente quelle del C.IV ancora in servizio e la commissione Idflieg si espresse negativamente su un suo possibile avvio alla produzione in serie.

## Tecnica
Di aspetto convenzionale, il C.VII era una delle evoluzioni estrapolate del precedente pari ruolo C.IV avviato alla produzione in serie. Era dotato di una fusoliera costruita in legno e rivestita con pannelli di compensato con abitacoli separati aperti in tandem, l'anteriore destinato al pilota ed il posteriore, equipaggiato con una mitragliatrice brandeggiabile di difesa, all'osservatore. Davanti all'abitacolo anteriore era posto un castello tubolare che collegava la fusoliera all'ala superiore.
La velatura era di tipo biplano-sesquiplana, ovvero con l'ala superiore, montata alta a parasole, di apertura leggermente più ampia dell'inferiore, montata bassa; i due piani alari erano collegati tra loro da una singola coppia, una per lato, di montanti obliqui e irrobustiti da tiranti in cavetto d'acciaio.
Il carrello d'atterraggio era un semplice biciclo anteriore fisso integrato posteriormente da un pattino d'appoggio montato sotto la coda.
La propulsione era affidata ad un motore Mercedes D.III, un 6 cilindri in linea capace di erogare, nelle sue versioni iniziali, una potenza pari a 160 PS (118 kW) ed abbinato ad un'elica bipala in legno a passo fisso.
L'armamento previsto era quello standard per la tipologia di velivolo, basato su una LMG 08/15 calibro 7,92 mm posizionata in caccia a disposizione del pilota ed una Parabellum MG 14 calibro 7,92 mm brandeggiabile collocata nell'abitacolo posteriore riservato all'osservatore e mitragliere. Non è noto se nei prototipi sia stata effettivamente montata.

## Utilizzatori
Germania
- Luftstreitkräfte